# Ran (proteína)
Ran o GTPasa Ran es una proteína G monomérica implicada en el tráfico de péptidos y proteínas a través de la envoltura nuclear durante la interfase, si bien también interviene en otros estadios del ciclo celular. Posee actividad hidrolítica de guanosín trifosfato (GTP), de modo que se clasifica entre las proteínas GTPasas.